# 619 Triberga
619 Triberga је астероид главног астероидног појаса чија средња удаљеност од Сунца износи 2,520 астрономских јединица (АЈ).
Апсолутна магнитуда астероида је 9,95 а геометријски албедо 0,060.